# Governo ombra del Partito Democratico del 2008-2009

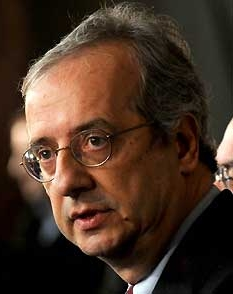
Walter Veltroni, presidente del Governo ombra del PD

Il governo ombra del Partito Democratico, guidato da Walter Veltroni, è stato il secondo governo ombra della storia d'Italia. È stato presentato il 9 maggio 2008, all'indomani dell'insediamento del Governo Berlusconi IV, risultato vincitore delle elezioni politiche del 2008. Con l'elezione di Dario Franceschini come nuovo segretario nazionale, il 21 febbraio 2009, dopo meno di un anno il Governo ombra è decaduto. Il segretario del Partito Democratico Walter Veltroni aveva annunciato la propria intenzione di formare un governo ombra immediatamente dopo le elezioni politiche del 2008, che avevano fatto registrare una sconfitta della coalizione che lo candidava alla presidenza del Consiglio.
Tale organismo ricalca il modello dello shadow cabinet britannico. Nel caso italiano, si tratta di un governo senza alcuna valenza giuridica, la cui funzione è, a detta dell'allora leader del Partito Democratico, di incalzare i ministri e avanzare proposte alternative. L'unico precedente in Italia era stato il Governo ombra guidato nel 1989 dall'allora segretario del PCI Achille Occhetto.
Il Governo ombra presieduto da Veltroni è decaduto con l'elezione del nuovo segretario del Partito, Dario Franceschini, il 21 febbraio 2009. Il nuovo segretario, pur essendo stato fra i componenti del Governo ombra, ha scelto una modalità diversa di organizzazione dell'iniziativa politica, dividendola in 12 dipartimenti con altrettanti responsabili, coincisi in parte con gli ex ministri-ombra.

## Composizione
Il governo ombra era composto da soli esponenti del Partito Democratico: non erano dunque presenti esponenti dell'Italia dei Valori, partito alleato del PD, né quelli dei Radicali Italiani (i cui esponenti facevano parte del gruppo parlamentare democratico in Parlamento). Per quanto riguarda i dipietristi, Veltroni ha spiegato la sua scelta motivandola col fatto che i parlamentari dell'IdV hanno preferito creare gruppi parlamentari autonomi.
Facevano parte del governo ombra: il segretario nazionale del PD, che lo presiedeva, i ministri-ombra, il vicesegretario del PD, i capigruppo di Camera e Senato, un portavoce e un coordinatore.
I ministri-ombra erano in tutto ventuno, tanti quanti i ministri del governo in carica; il governo-ombra si distingueva da quest'ultimo per la presenza di un ministero-ombra della Comunicazione (mentre nel governo Berlusconi IV il Ministero delle comunicazioni è accorpato al Ministero dello sviluppo economico) e per l'assenza di un ministro-ombra dei Rapporti con il Parlamento (in quanto questa funzione era svolta dai i capigruppo nei due rami del Parlamento).
Nove ministri-ombra su ventuno erano di sesso femminile, per una percentuale del 43% contro il 19% (4 ministri) del governo Berlusconi IV. L'età media del governo-ombra era di 52 anni, con tre esponenti al di sotto dei quarant'anni; per contro, l'età media dell'esecutivo nazionale è di 50 anni, con cinque esponenti meno che quarantenni.
Segue il prospetto completo dei componenti del governo ombra:

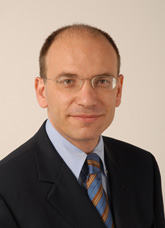
Enrico Letta, ministro ombra di Lavoro, salute e politiche sociali

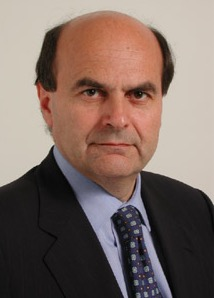
Pier Luigi Bersani, ministro ombra di Economia e Finanze

| Ministri-ombra       | Competenze                                                          |
| -------------------- | ------------------------------------------------------------------- |
| Walter Veltroni      | Presidente del Consiglio dei ministri (Segretario nazionale del PD) |
| Piero Fassino        | Affari esteri e Italiani nel mondo                                  |
| Marco Minniti        | Interno                                                             |
| Enrico Letta         | Lavoro, salute e politiche sociali                                  |
| Pier Luigi Bersani   | Economia e finanze                                                  |
| Lanfranco Tenaglia   | Giustizia                                                           |
| Matteo Colaninno     | Sviluppo economico                                                  |
| Roberta Pinotti      | Difesa                                                              |
| Andrea Martella      | Infrastrutture e trasporti                                          |
| Maria Pia Garavaglia | Istruzione, università e ricerca                                    |
| Alfonso Andria       | Politiche agricole alimentari e forestali                           |
| Ermete Realacci      | Ambiente e tutela del territorio e del mare                         |
| Vincenzo Cerami      | Beni e attività culturali                                           |
| Giovanna Melandri    | Comunicazioni                                                       |
| Sergio Chiamparino   | Riforme per il federalismo                                          |
| Mariangela Bastico   | Rapporti con le Regioni                                             |
| Michele Ventura      | Attuazione del programma di governo                                 |
| Vittoria Franco      | Pari opportunità                                                    |
| Pina Picierno        | Politiche per i giovani                                             |
| Beatrice Magnolfi    | Semplificazione normativa                                           |
| Maria Paola Merloni  | Politiche comunitarie                                               |
| Linda Lanzillotta    | Pubblica amministrazione e innovazione                              |
| Dario Franceschini   | Vicesegretario nazionale del PD                                     |
| Anna Finocchiaro     | Capogruppo al Senato della Repubblica                               |
| Antonello Soro       | Capogruppo alla Camera dei Deputati                                 |
| Enrico Morando       | Coordinatore                                                        |
| Ricardo Franco Levi  | Portavoce                                                           |